# Gornji Karajzovci
Gornji Karajzovci (en cirílico: Горњи Карајзовци) es una aldea de la municipalidad de Gradiška, Republika Srpska, Bosnia y Herzegovina.

## Población
| Composición de la Población - Aldea de Gornji Karajzovci | Composición de la Población - Aldea de Gornji Karajzovci | Composición de la Población - Aldea de Gornji Karajzovci | Composición de la Población - Aldea de Gornji Karajzovci | Composición de la Población - Aldea de Gornji Karajzovci |
| -------------------------------------------------------- | -------------------------------------------------------- | -------------------------------------------------------- | -------------------------------------------------------- | -------------------------------------------------------- |
|                                                          | 2013                                                     | 1991                                                     | 1981                                                     | 1971                                                     |
| Total                                                    | 487                                                      | 537 (100,0%)                                             | 523 (100,0%)                                             | 546 (100,0%)                                             |
| Varones                                                  | 242                                                      | -                                                        | -                                                        | -                                                        |
| Mujeres                                                  | 245                                                      | -                                                        | -                                                        | -                                                        |
| Bosniacos                                                | 3                                                        | -                                                        | -                                                        | 1 (0,183%)                                               |
| Serbios                                                  | 478                                                      | 520 (96,83%)                                             | 509 (97,32%)                                             | 543 (99,45%)                                             |
| Croatas                                                  | -                                                        | 1 (0,186%)                                               | -                                                        | -                                                        |
| Bosnio                                                   | -                                                        | -                                                        | -                                                        | -                                                        |
| Gitanos                                                  | -                                                        | -                                                        | -                                                        | -                                                        |
| Musulmanes                                               | -                                                        | -                                                        | -                                                        | -                                                        |
| Montenegrinos                                            | -                                                        | -                                                        | -                                                        | -                                                        |
| Macedonios                                               | -                                                        | -                                                        | -                                                        | -                                                        |
| Albaneses                                                | -                                                        | -                                                        | -                                                        | -                                                        |
| Yugoslavos                                               | 1                                                        | 11 (2,048%)                                              | 14 (2,677%)                                              | -                                                        |
| Ukranianos                                               | -                                                        | -                                                        | -                                                        | -                                                        |
| Eslovenos                                                | -                                                        | -                                                        | -                                                        | -                                                        |
| Ortodoxos                                                | -                                                        | -                                                        | -                                                        | -                                                        |
| Otros                                                    | -                                                        | 5 (0,931%)                                               | -                                                        | 2 (0,366%)                                               |
| Sin declarar                                             | 4                                                        | -                                                        | -                                                        | -                                                        |
| Desconocidos                                             | 1                                                        | -                                                        | -                                                        | -                                                        |